# グルカン
グルカン (glucan) は、D-グルコースがグリコシド結合で繋がったポリマーである。一つのグルカンの中に二つの結合様式が混在することはあるが、α型とβ型が混在することはなく、それぞれαグルカン、βグルカンと言われる。天然に最も多く存在する多糖である。

## 主なグルカン

### αグルカン
| 結合パターン | 名前                     | 主な存在場所 |
| ------------ | ------------------------ | ------------ |
| 1－3         | ムタン（α-1,3-グルカン） | 歯垢         |
| 1－4         | アミロース               | うるち米     |
| 1－4 (1－6)  | グリコーゲン             | 動物         |
| 1－4 (1－6)  | アミロペクチン           | もち米       |
| 1－4 (1－6)  | プルラン                 | 酵母         |
| 1－6         | デキストラン             | 乳酸菌、歯垢 |

### βグルカン
| 結合パターン | 名前       | 主な存在場所 |
| ------------ | ---------- | ------------ |
| 1－3 (1－6)  | ラミナラン | 海藻、キノコ |
| 1－3 (1－6)  | カードラン | 真正細菌     |
| 1－3 (1－6)  | カロース   | 植物         |
| 1－4         | セルロース | 木           |
| 2－1         | イヌリン   | 歯垢         |
| 2－6         | レバン     | 歯垢         |